# Młoda matka

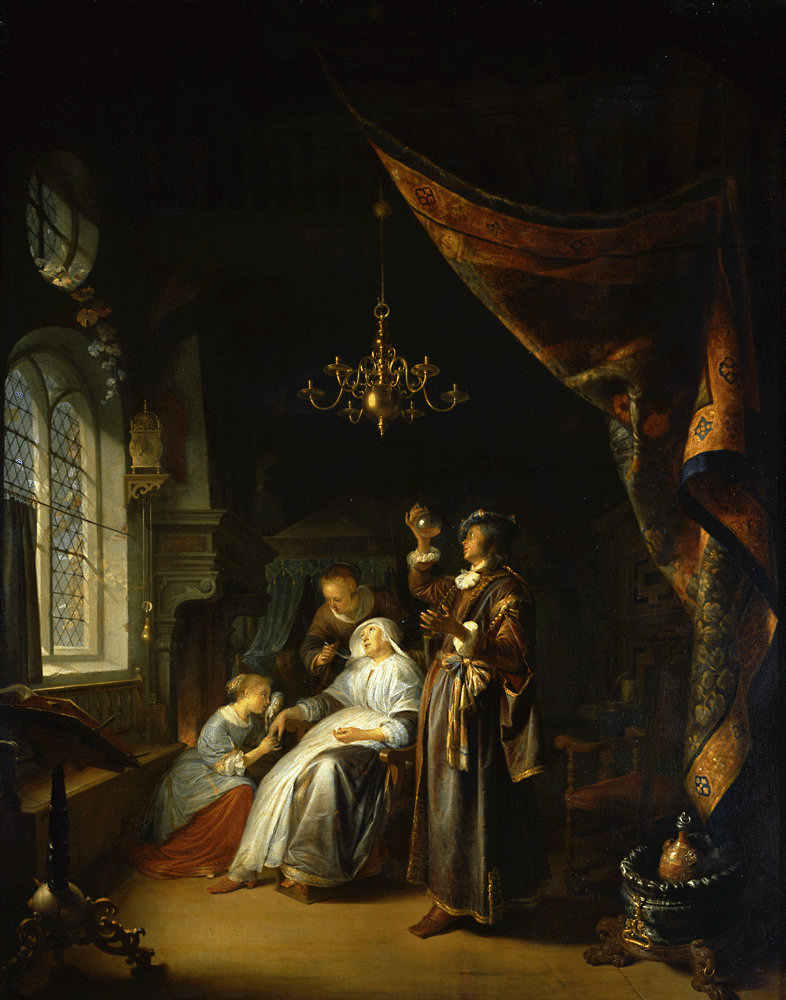
Gerard Dou, Chorująca kobieta, 1663, Luwr

Młoda matka (niderl. De jonge moeder) – obraz olejny niderlandzkiego malarza barokowego Gerarda Dou.

## Charakterystyka
Dou był pierwszym uczniem Rembrandta. W swoich obrazach, głównie rodzajowych, stosował technikę lejdejskich fijnschilders (szczegółowość, mnogość przedmiotów, gładkie pociągnięcia pędzlem). Przykładem takiej pracy jest Młoda matka. Obraz po namalowaniu został zakupiony przez rząd Holandii i ofiarowany królowi Anglii Karolowi II z okazji jego koronacji w 1660 roku.

## Opis obrazu
Obraz przedstawia młodą matkę siedzącą na krześle i robiącą robótki. Kobieta spogląda na widza. U jej stóp klęczy służąca, zajmująca się dzieckiem leżącym w wyplatanej kołysce. Pomiędzy postaciami, w tle, widoczna jest statuetka Amora.
Pokój wypełniony jest wieloma przedmiotami, częściowo oświetlonymi promieniami słonecznymi, padającymi przez otwarte okno. Porozrzucane rzeczy tworzą pozorny bałagan. W dwóch miejscach widoczne są kompozycje martwej natury. Pierwsza znajduje się po lewej stronie, koło okna. W jej skład wchodzi kosz z tuszą królika, tkanina i przewrócony kielich. Po prawej stronie znajduje się druga grupa artefaktów: pęczek marchwi, otwarta latarnia leżąca na podłodze, gliniany dzbanek, miotła, ryba na talerzu oraz martwy ptak.
Obrazy rodzajowe z tego okresu ukrywały często wiele symbolicznych przesłań. Płótna takie malowali np. Jan Steen, Pieter de Hooch i Gabriël Metsu. Również i Dou nie stronił od takich form przekazu. Wspomniana latarnia symbolizowała w tym przypadku zaniedbanie. Pantofel leżący pomiędzy koszem a kołyską mógł nawiązywać do odrzuconej miłości. Po prawej stronie widoczna jest częściowo wypalona zgaszona świeca, która oznacza nieuchronny upływ czasu. Świeca na obrazie ma duże znaczenie, zwłaszcza w zestawieniu z inną pracą powstałą pięć lat później pt. Chorująca kobieta. Wydaje się, że Dou przedstawił na tym obrazie tę samą postać, ale już nie jako młodą matkę, lecz dojrzałą kobietę. U jej stóp klęczy córka, czule trzymająca matkę za rękę, a służąca podaje lek swojej pani. Pomieszczenie jest wysprzątane, rzeczy i wyposażenie bardziej wykwintne. Wspólnym motywem łączącym dwa obrazy jest identyczny wiszący ozdobny żyrandol.
W obu obrazach Dou zastosował motyw kotary. Dzięki na wpół opadającym zasłonom czy kotarom malarze uzyskiwali wrażenie trójwymiarowości. Innym sposobem jej uzyskania było malowanie scenerii widocznej przez otwarte okno.